# プチョン
プチョン（マレー語: Puchong）は、マレーシアの首都クアラルンプール近郊のセランゴール州にある都市。市内にダマンサラ-プチョン高速道路やラピドKLスリ・プタリン線が通る。